# FC København
Football Club København (ali Football Club Copenhagen), poznan tudi kot FCK je danski nogometni klub iz Københavna. Klub je nastal 1. julija 1992 z združitvijo klubov Kjøbenhavns Boldklub in Boldklubben 1903 in v svoji, zaenkrat še kratki zgodovini je osvojil 10 naslovov danskih prvakov in 9 danskih pokalov in s tem postal tudi najuspešnejši danski nogometni klub. V Ligo prvakov se je prvič uvrstil v sezoni 2006/07, kjer je sicer osvojil zadnje mesto v skupini, a brez izgubljene tekme na domačem terenu.
Domači stadion Københavna je Parken, ki sprejme 38.050 gledalcev in kjer tudi igra danska nogometna reprezentanca. Barva dresov Københavna je bela. 